# Przestępstwo skarbowe
Przestępstwo skarbowe – czyn społecznie szkodliwy w stopniu większym niż znikomy, zawiniony, zabroniony pod groźbą kary grzywny w stawkach dziennych, kary ograniczenia wolności lub kary pozbawienia wolności przez ustawę obowiązującą w czasie jego popełnienia na zasadach określonych w Kodeksie karnym skarbowym.